# Herbert L. Anderson
Herbert Lawrence Anderson (født 24. maj 1914, død 16. juli 1988) var en amerikansk atomfysiker, som bidrog til Manhattan-projektet. Han var også medlem af det hold, som lavede den første demonstration af kernefission i USA, i kælderen i Pupin Hall på Columbia University. Han deltog i den første atombombe-prøvesprængning, kodenavn Trinity. Efter 2. verdenskrigs afslutning var han fysikprofessor på University of Chicago frem til 1982. Mens han besad stillingen hjalp han Enrico Fermi med at etablere Enrico Fermi Institute og var dets direktør fra 1958 til 1962. I den anden halvdel af sit liv var han seniorforsker ved Los Alamos National Laboratory. 
Anderson modtog Enrico Fermi-prisen i 1982.